# ディンゴ
ディンゴ（学名：Canis lupus dingo、英語: dingo）は、オーストラリア大陸とその周辺に生息するタイリクオオカミの亜種であり、広義でいうところの野犬の一種である。

## 生息域

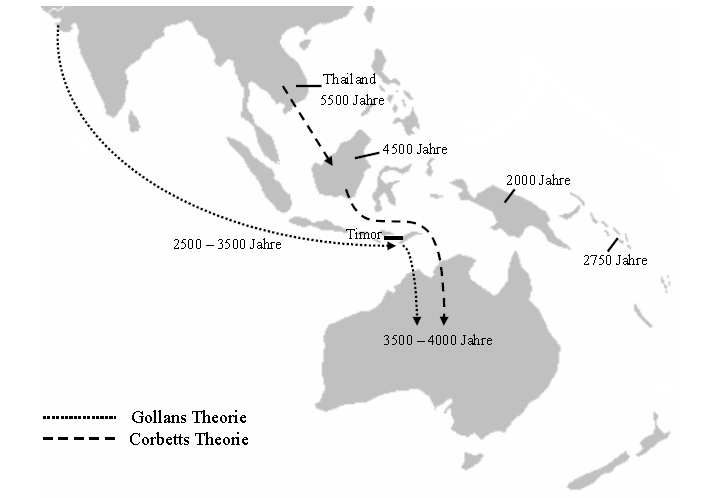
現在、推測されているディンゴの移動ルート

ディンゴの起源は、オーストロネシア人の拡散に同伴してオーストラリアに連れてこられたイヌと考えられている。その時期は最終氷期終了以降、数千年前と思われる（最終氷期時にオーストラリア大陸とつながっていたタスマニア島にまで生息域を広げられなかったのは、最終氷期の終わりにオーストラリア大陸とタスマニア島が海面上昇で切り離された後、個体群がオーストラリア大陸に入ったためであるとみられている）。すでにオーストラリアに居住していたアボリジニに家畜として飼われるようになるとともに、次第に野生化していった。同じタイリクオオカミの亜種であるイエイヌとは亜種レベルの違いであることから混血ができるため、現在では交雑が進んでディンゴ・ハイブリッドとなり、純血を保っている個体は少ないといわれ、フレーザー島に生息する個体はオーストラリア東部では最も純血である。フレーザー島には30のディンゴの集団が生息し、一つの群れは多いもので12匹で構成される。東南アジアの在来犬とは遺伝的に非常に近いため、広義ではこれらもディンゴに含まれる。

## 呼称
C. l. dingoには学名、一般名ともに複数の呼称が与えられており、ディンゴがもっとも普通に使われる呼称である。さらに、オーストラリア大陸においてはwild dogが使われることもしばしばある。wild dogと呼ばれるときはディンゴのみならず、野犬や、野犬との混血種を指す。

### 学名

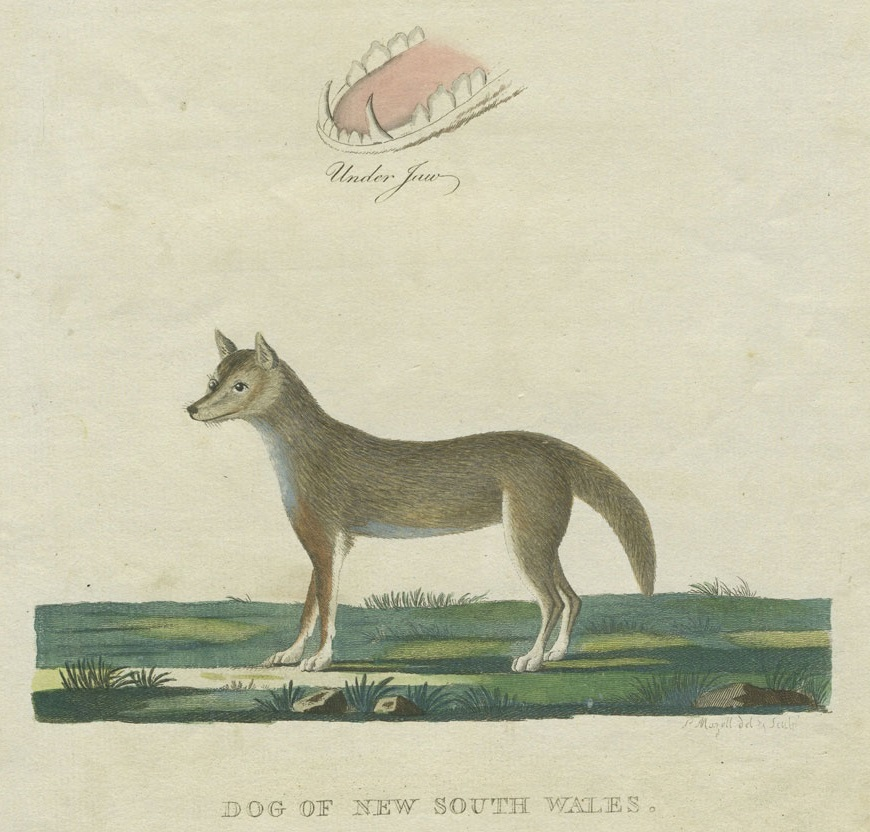
初めてヨーロッパに紹介されたディンゴのイラスト

最初の公式な学名は1792年につけられたCanis antarcticusであり、以降、ディンゴの学名は数回にわたり変更されている。
イエイヌの一亜種として、かつイエイヌがオオカミとは別の種として扱われ、ディンゴの学名Canis familiaris dingoが50年以上にわたり使い続けられてきたが、現在の分類学では、Canis lupus dingoとしてイエイヌとは別のタイリクオオカミの一亜種と見なされている。Mammal Species of the Worldの現行の版においては、イエイヌとしてこれらの両亜種を分類している。その上、オオカミやイヌから別種としてCanis dingoとして分類されたり、Canis lupus familiaris dingoとして扱い、イエイヌの品種として扱われる場合がある。

### 一般名
ディンゴという名称はもっとも一般的に用いられている言葉である。この言葉の起源はニューサウスウェールズ州へのヨーロッパ人の入植初期にまでさかのぼり、ポート・ジャクソン湾のアボリジニの一部族が彼らの飼育していた犬に対して使用していたtingoに由来するとされる。
ディンゴは異なるアボリジニの族により、JoogongやMirigung、Noggum、Boolomo、Papa-Inura、Wantibirri、Maliki、Kal、Dwer-da、Kurpany、Aringka、Palangamwari、Repeti、Warrigalなど様々な名称で呼ばれている。またそれと同時に、ディンゴがどのように生活しているかによっても、呼称が異なる場合がある。たとえばYarralin族は飼育しているディンゴをWalakuと呼び、野生のディンゴをNgurakinと呼んでいる。ディンゴの生息している地域により、オーストラリアのディンゴはしばしば高山ディンゴ（alpine dingoes）、砂漠ディンゴ（desert dingoes）、北部ディンゴ（northern dingoes）、ケープヨークディンゴ（Cape York dingoes）や熱帯ディンゴ（tropical dingoes）などと呼ばれることもある。また近年ではオーストラリア犬（Australian native dog）と呼んだり、Canis lupusの亜種であることから、オーストラリアオオカミ（Australian wolf）と呼ぶこともある。

## 生物的特徴

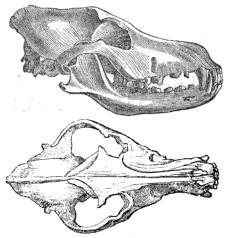
頭蓋骨の絵。犬と良く似ている。

体長（頭胴長）約103cmで、多くは黄褐色の体毛と垂直に立った耳をもつ。中型から大型犬ほどの大きさで、性質は獰猛。オーストラリアの砂漠、草原、温帯林、林縁部に生息する。繁殖期には群れをつくり生活する。イエイヌとは違って吠えない。繁殖期は年に一度である。一部のディンゴはアボリジニのキャンプで飼われ、残飯の処理や抱いて寝ることで毛布代わりに使われていたという。
固有種であったフクロオオカミとはほぼ同じ体格・食性をしており、オーストラリア大陸ではニッチ（生態的地位）の上で競合した結果、フクロオオカミが絶滅し、ディンゴの生息しないタスマニア島にのみ残っていた。ディンゴがニッチの競合で勝ち残った理由として、単独で狩りをするフクロオオカミに対し、ディンゴは群れで狩りをするため生存競争に有利であったことによると考えられている。また、タスマニアデビルがオーストラリア大陸で絶滅し、タスマニアにのみ残っていることも、ディンゴの影響と考えられている。

### 分布
オーストラリア大陸、ニューギニア、インドネシア、マレーシア、タイ、ミャンマーなど。

### 分類
現在（2000年代後半）の分類学的知見では、タイリクオオカミの1亜種 （Canis lupus dingo ） とする分類説と、独立種 （Canis dingo ） とする分類説が並立している。かつてはイエイヌを独立種として取り扱い、ディンゴをその1亜種 （Canis familiaris dingo ） と見なすなど、非常に多くの学説が存在した。
- ITIS（統合分類学情報システム）データベース
  - Canis lupus dingo Meyer, 1793
  - Canis dingo Blumenbach, 1780

#### シノニム
ディンゴのシノニム（異名）を示す。太字で示したものは今（2000年代後半）も支持されている。

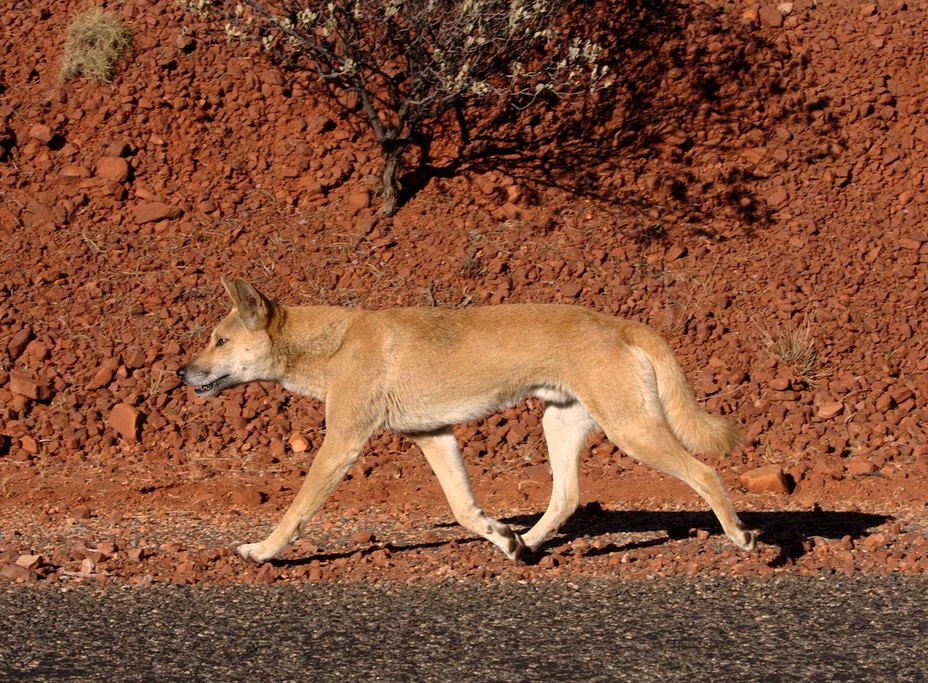
オーストラリア南東部はシドニー近郊（90%交雑地域）のディンゴ

- Canis antarcticus　Kerr, 1792
- Canis australiae　Gray, 1826
- Canis dingo　Blumenbach, 1780
- Canis dingoides　Matschie, 1915
- Canis familiaris australasiae　Desmarest, 1820
- Canis familiaris dingo　Meyer, 1793
- Canis familiaris novaehollandiae　Voigt, 1831
- Canis hallstromi　Troughton, 1957
- Canis macdonnellensis　Matschie, 1915
- Canis papuensis　Ramsay, 1879
- Canis tenggerana　Kohlbrugge, 1896
- Canis tanggerana harappensis　Prashad, 1936　[14]

## 人間との関わり

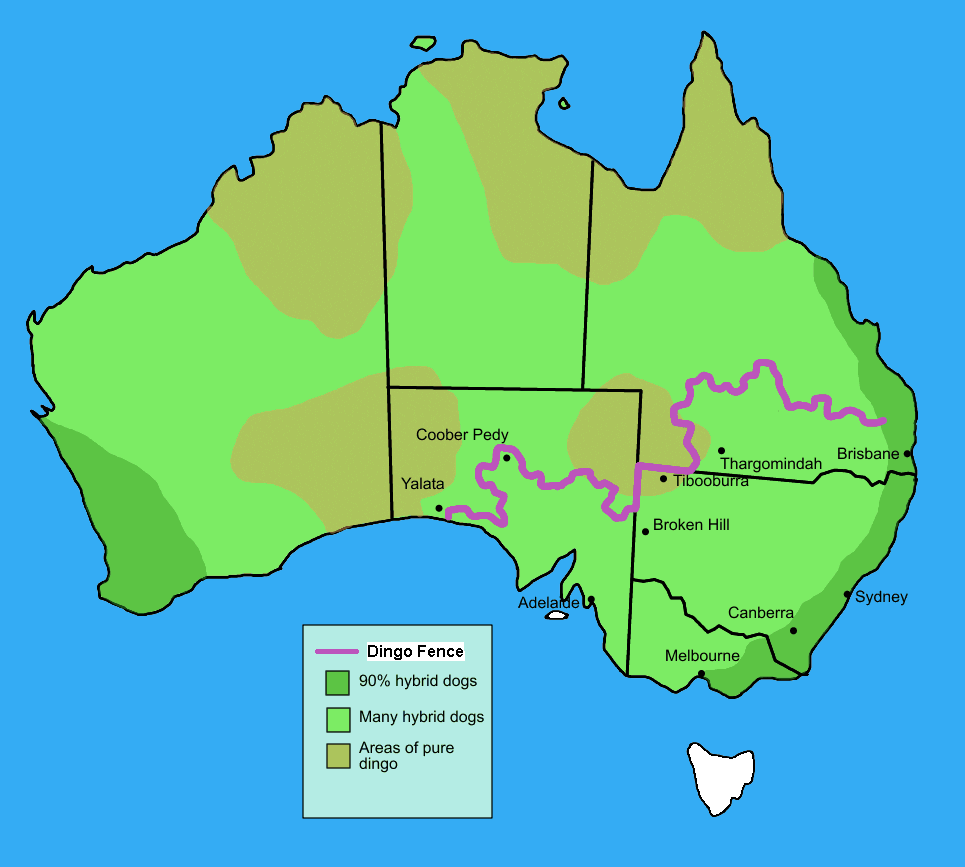
━ ディンゴ・フェンス

ヒツジなどの家畜を襲う被害がたびたび報告されている。そのため、毎年多くのディンゴが駆除され、この行為は環境保護団体から非難されている。オーストラリア南東部には「ディンゴフェンス」（英語版［en］、および右の画像を参照）」と呼ばれる総延長 5,320 kmにも及ぶフェンスが設けられているが、これはディンゴがヒツジなどを襲うという被害が相次ぐため、当地域へのディンゴの進出を阻止するためのものである。
また、家畜や農作物だけでなく、近年は人間が襲われることもあり、食い殺されるなどの被害が過去十年で6件以上報告されている。人間が被害にあった一番有名な例は1980年に巨大岩石ウルル（英語名エアーズロック）近くのキャンプ場で生後間もない女児・アザリアが行方不明となったというものである。当初は母親が殺害したとして終身刑になったが母親は一貫して無罪を主張した。この件について30年以上経った2012年6月12日に地元検視当局は被害者の女児はディンゴによってさらわれた後に死亡したとの最終結論に至る。この事件では女児の母親が1982年に殺人罪として終身刑判決を受けた後に女児の着衣がディンゴの生息地において見つかり、結果として逆転無罪となっている（遺体は2012年までにおいて未発見のままである）。
フレーザー島では2001年に9歳児がディンゴの襲撃を受けて死亡したことから2019年4月までに110匹余が殺処分された。
ただし、フレーザー島ではキャンプ客や休暇の行楽客との接触が続いており、ディンゴの生息数にほとんど変化はないと指摘する科学者もいる。

## 画像

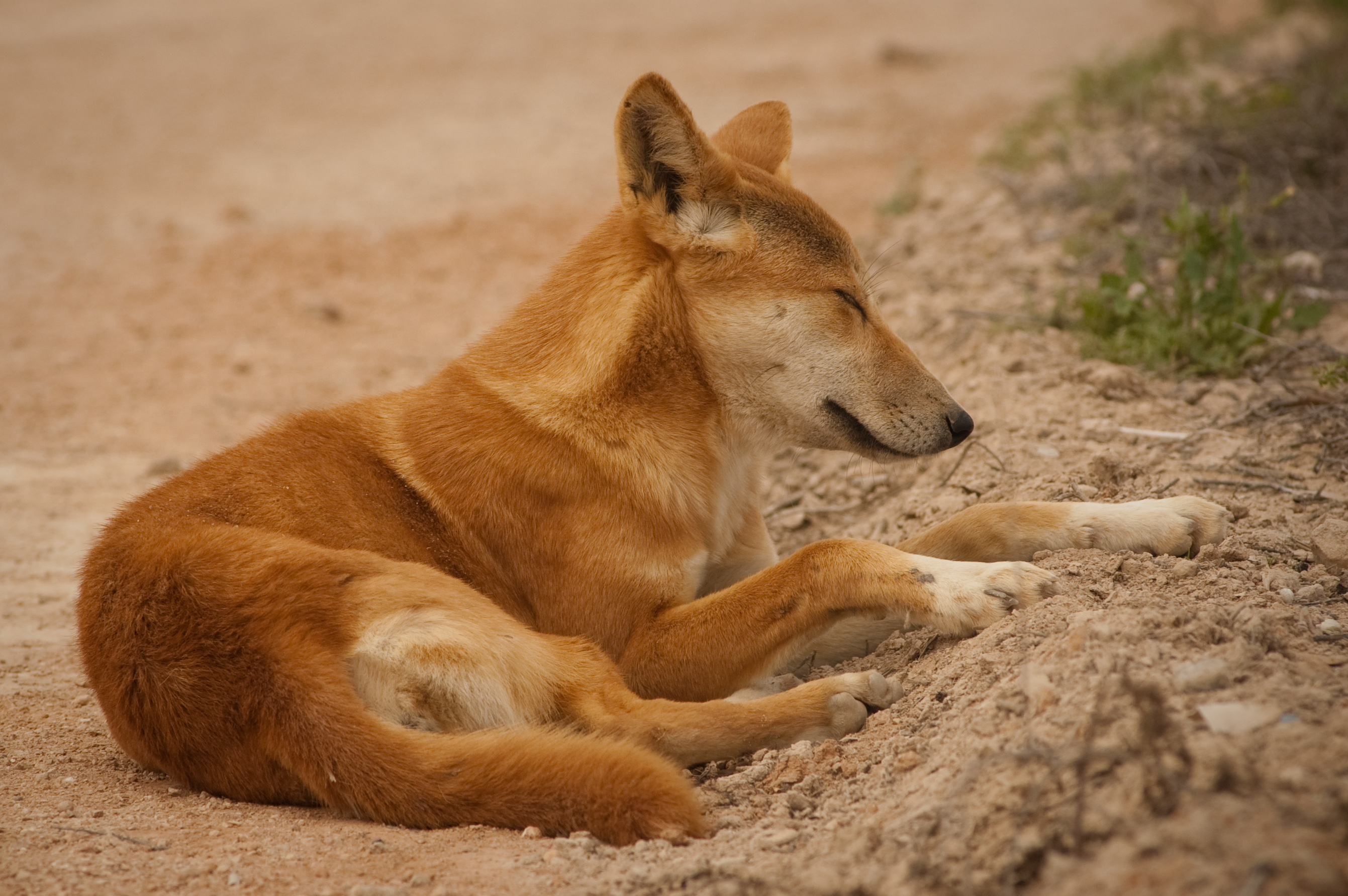
通常の体毛を持つディンゴ
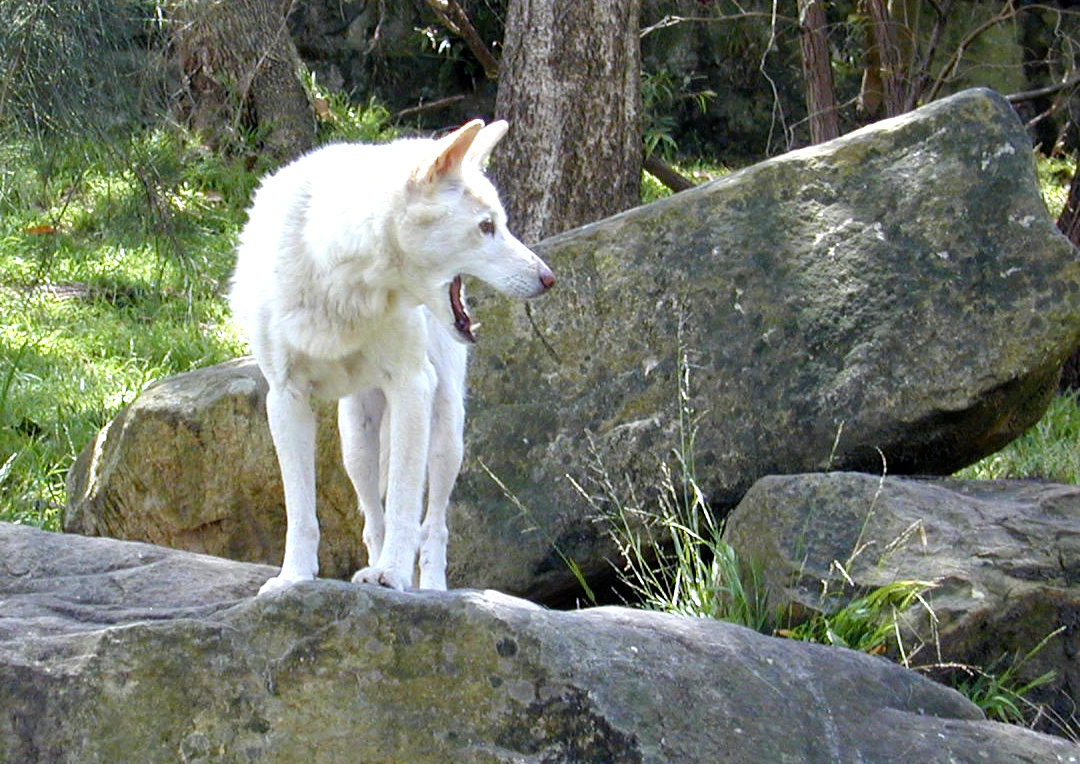
白色の体毛を持つディンゴ
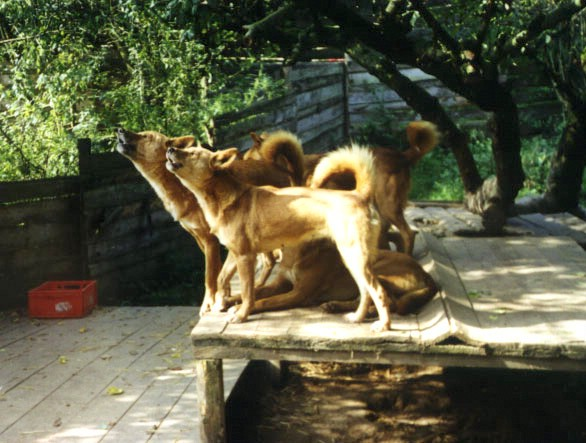
遠吠えをするディンゴたち
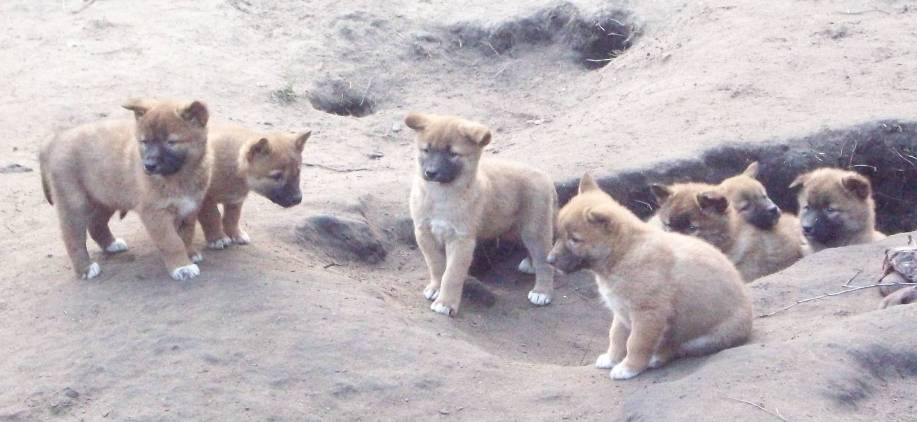
ディンゴの子供（ベルリンの動物園）
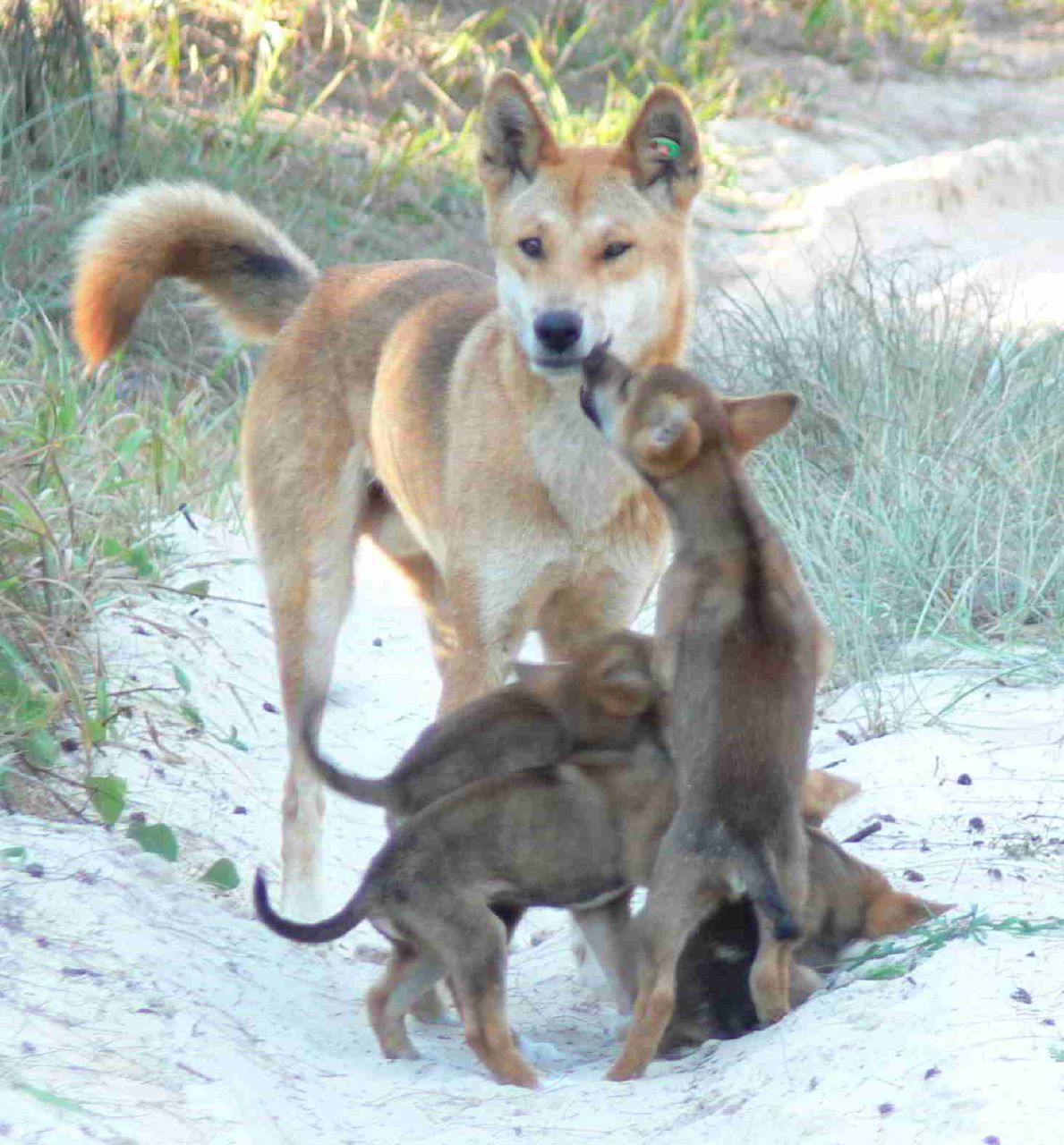
ディンゴの子供と、その父親
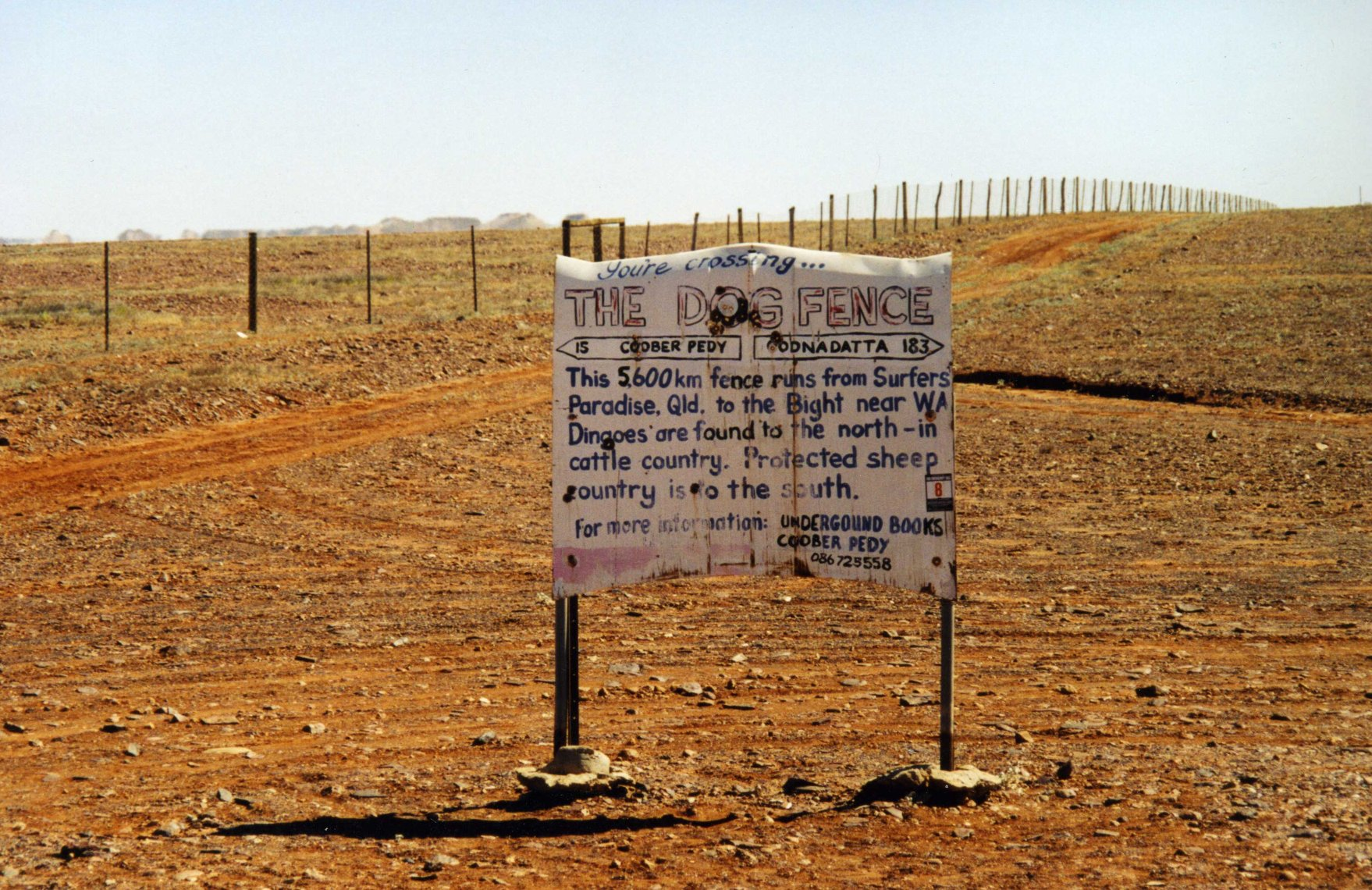
ディンゴフェンス
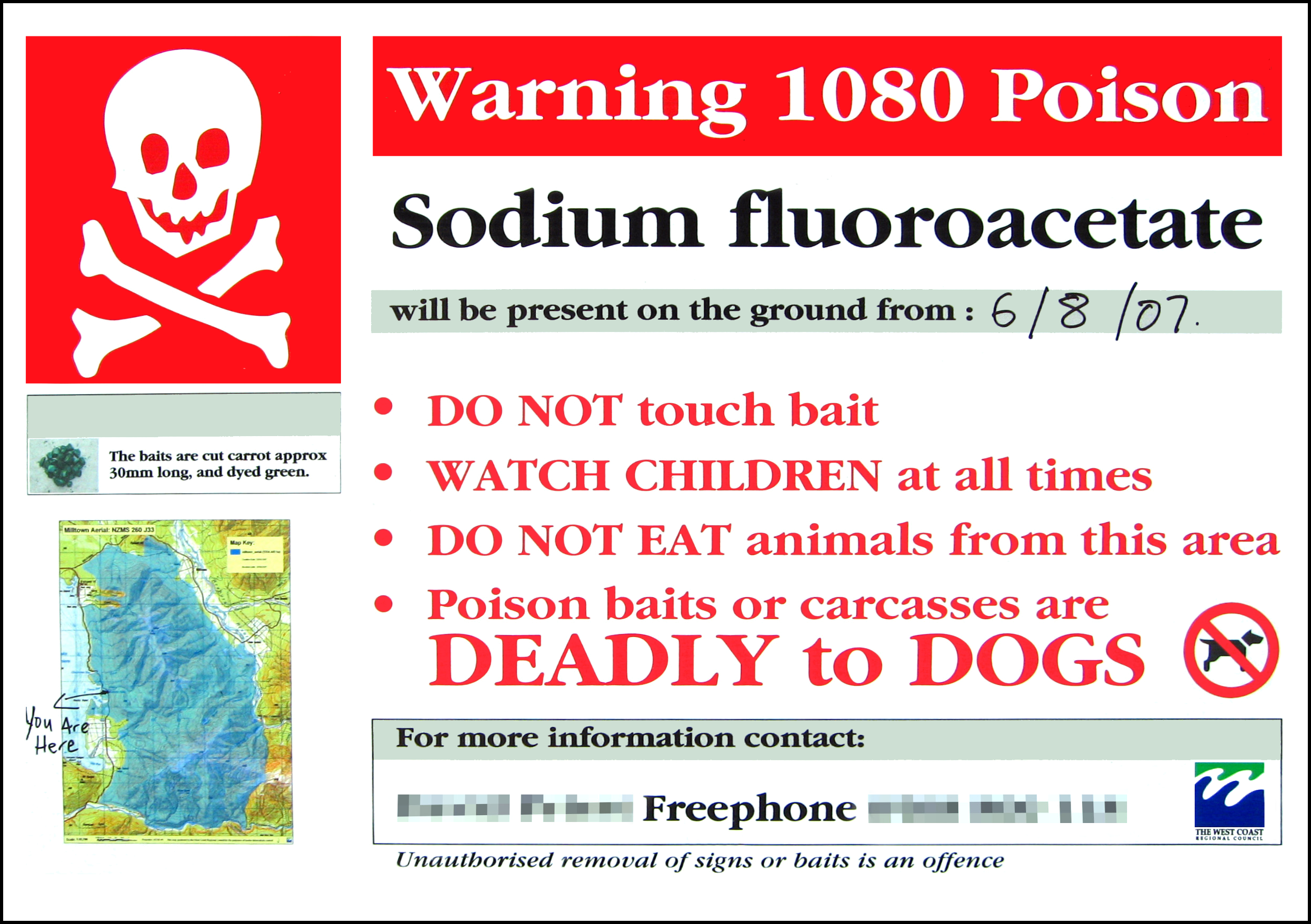
ディンゴ駆除にも使用されたモノフルオロ酢酸ナトリウム1080毒餌使用の警告看板
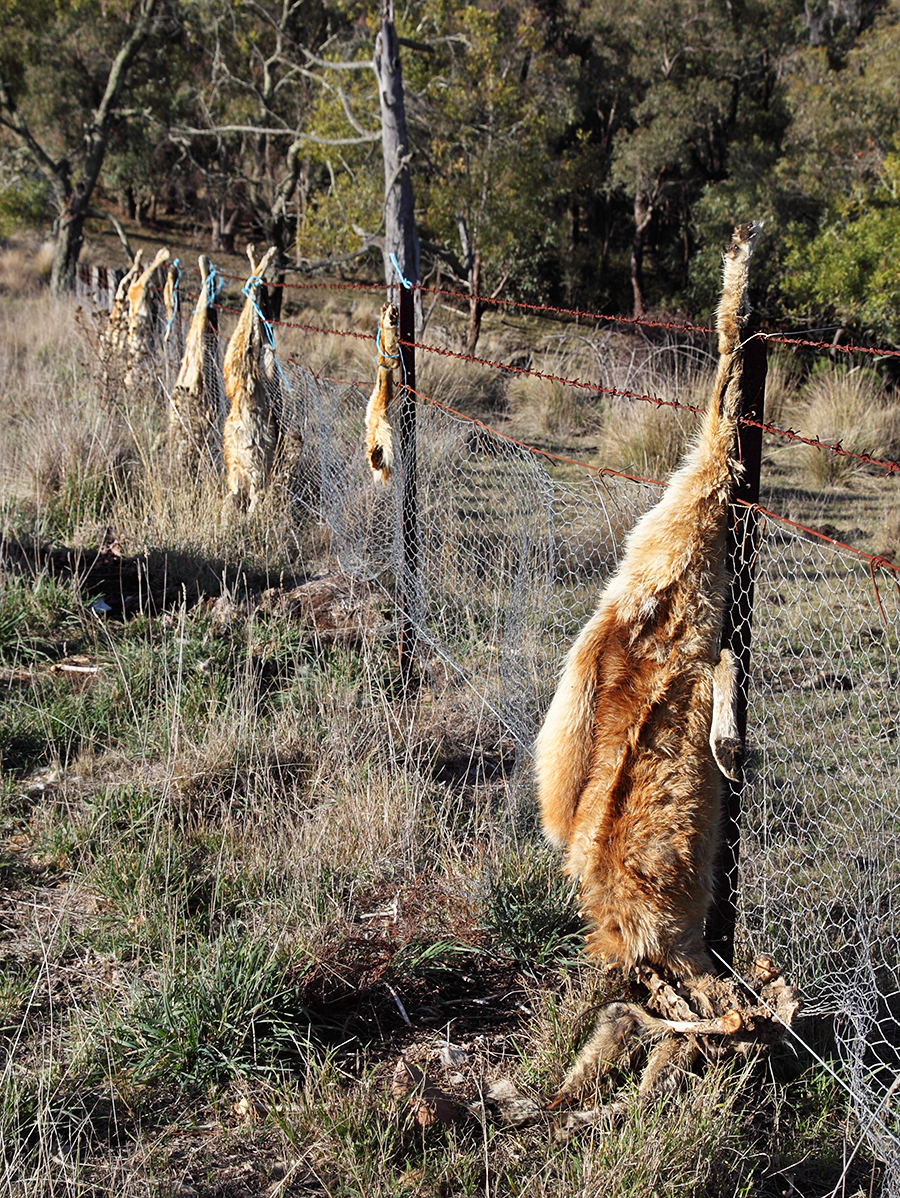
野生犬の死骸をフェンスに引っ掛けて、ディンゴを遠ざける試み
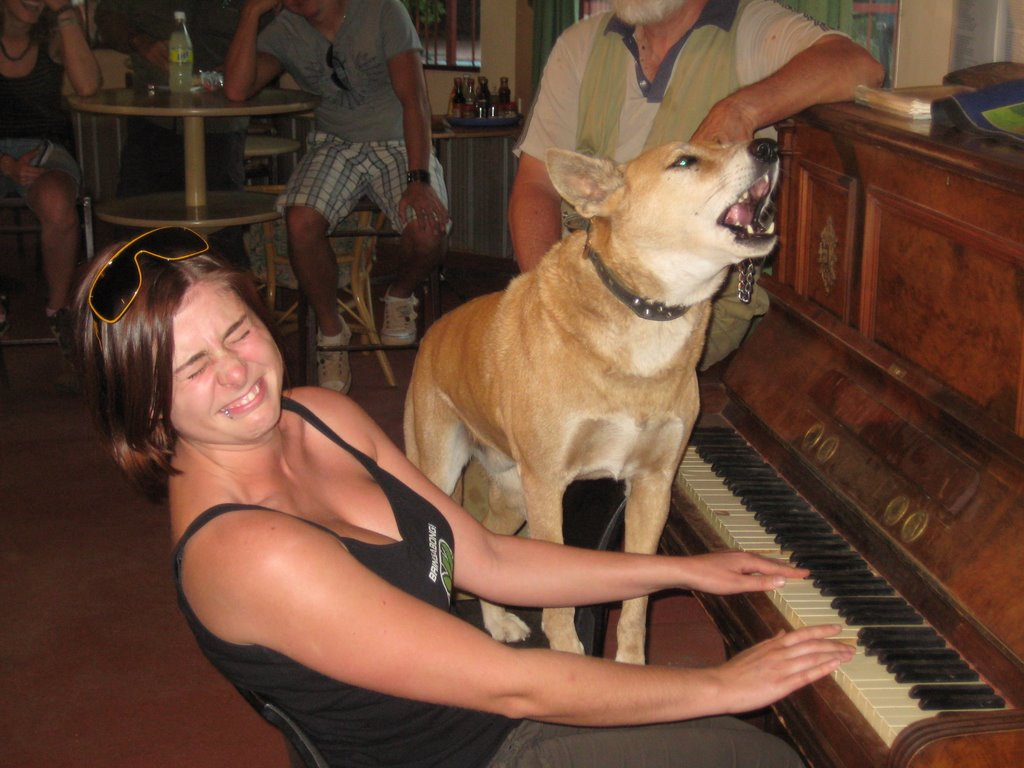
ペットとして飼われるディンゴ
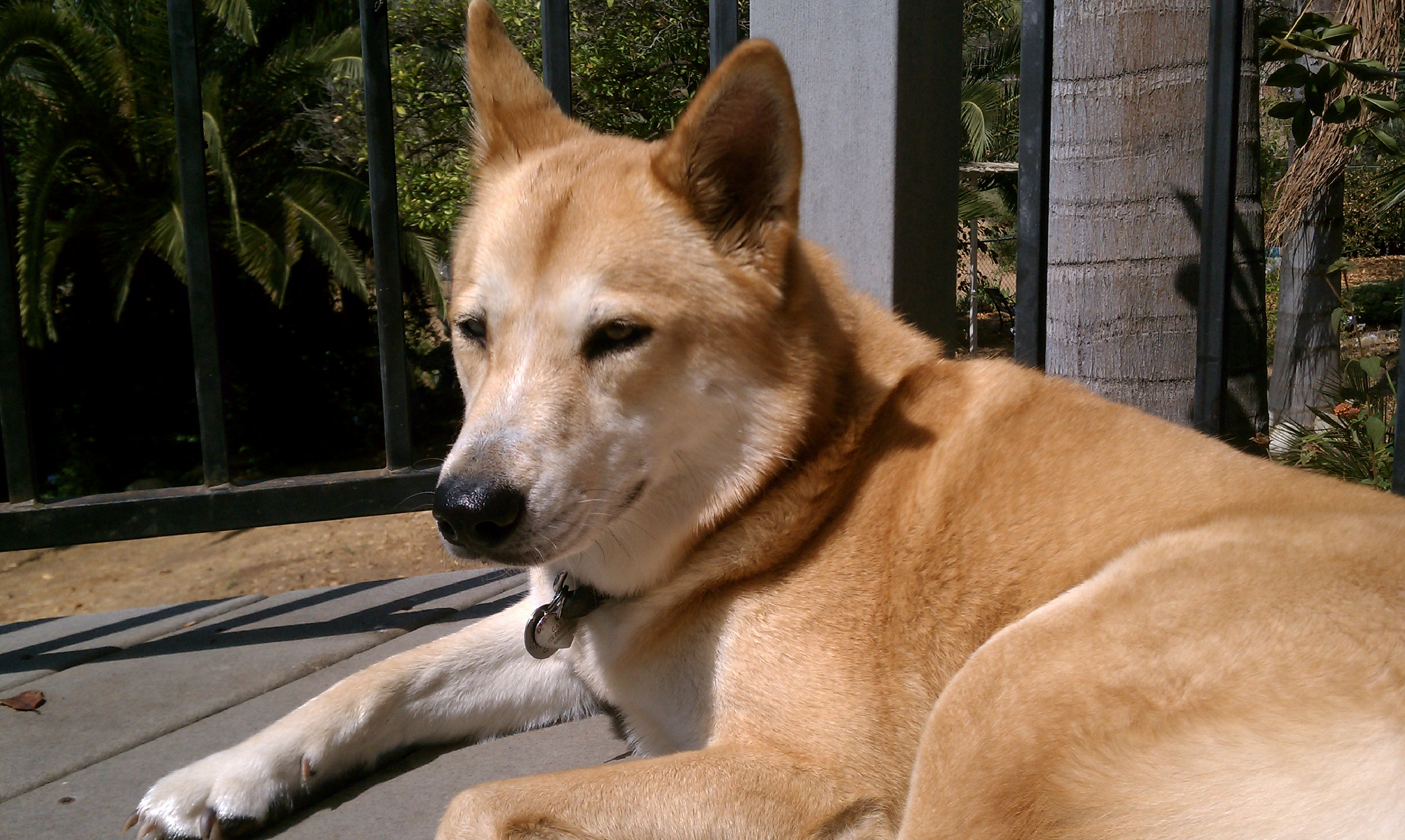
カーリーベアと名付けられたペットのディンゴ
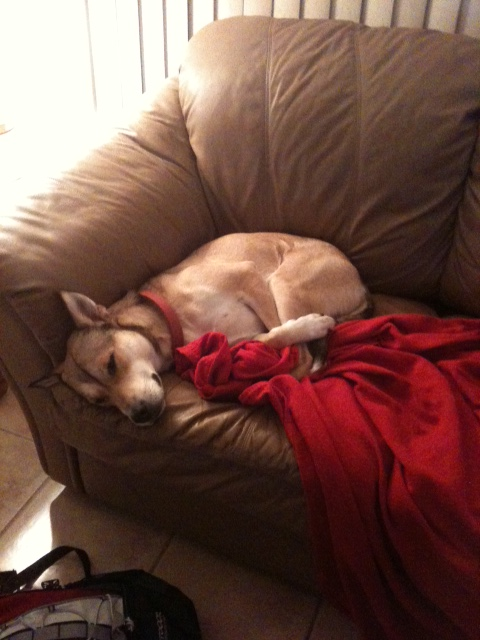
眠っているペットのディンゴ